# Truxtun Hare
Thomas Truxtun Hare (12 de outubro de 1878 - 2 de fevereiro de 1956) foi um atleta norte-americano que competia em provas de lançamento de martelo. Hare conquistou a medalha de ouro no lançamento de martelo nos Jogos Olímpicos de Verão de 1900, realizados em Paris, França, bem como encerrou em oitavo lugar no arremesso de peso e obteve um lançamento irregular no lançamento de disco.